# 捉鬼大師
《捉鬼大師》，是1989年上映的一部香港恐怖鬼片，由羅文、蕭榮執導，鄧光榮監製，馮淬帆、鄭則仕、張學友、陳奕詩主演。

## 劇情
張十一（鄭則仕飾）是中國江西的一位茅山道士，他祖傳有一個明朝的花瓶，裡面裝著一個妖靈，是張十一祖先的叛徒弟子。張十一的兒子張小寶帶領一群文革支持者沒收他的花瓶，張把花瓶扔進海裡，花瓶漂到香港，最後被拍賣。該花瓶最終以180萬港元的價格拍賣給了議員祁大川（馮淬帆飾）和他最近從國外回家的兒子祁天佑（張學友飾）。大川和天佑把花瓶帶回家時，大川虔誠的母親覺得花瓶不乾淨，於是大川的女朋友Mable（梁韻蕊飾）建議他帶著花瓶去見算命先生陳百通（陳百祥飾）。陳百通其實是個騙子，是Mable的秘密情人，和她一起從大川那裡騙錢。大川將花瓶帶給陳百通，百通假裝在進行儀式。然後將一些雪茄灰倒入花瓶中，導致惡魔的手從花瓶中彈出，當百通試圖查看花瓶有什麼問題時，惡魔的手將他推開，他將花瓶還給了大川。
回到大川宅邸，花瓶突然開始冒煙，惡魔從裡面出來，把大川打暈了。這時，天佑在黑暗中戴著怪獸面具調皮地嚇唬女友Cat（陳奕詩飾），而天佑的妹妹天眞（謝敏琪飾）和他的祖母也加入。當天佑不小心踢到他的祖母時，惡作劇被打斷，他們遇到了惡魔，他們認為惡魔是戴著面具的大川。惡魔試圖攻擊他們，但被照耀在他身上的神殿擋住了，於是他便附身於大川。其間，張十一發現花瓶是祁家買下後偷渡入港。張十一以身手敏捷躲過警察追捕，其後又以超自然能力令交警產生幻覺，載他前往基公館。當張十一到達豪宅時，他意識到惡魔已經從花瓶中出來並試圖驅除惡魔，但被惡魔附身的大川用狙擊步槍攻勢，將他趕走了。與此同時，天佑與Cat夜駕時不小心撞到張十一，並在張十一拒絕去醫院後將張十一帶到他的豪宅。天佑和Cat為張十一帶來醫生時，他再次被惡魔附身的大川襲擊。張十一把他的工具留在了天佑的車裡，他幾乎可以用天眞的加菲貓毛絨鈴鐺來製服惡魔，直到天眞打斷他並將貓和鈴鐺從他身邊拿走，張十一在天佑和Cat帶來醫生之前逃跑了。
第二天，張十一在教堂找到天佑和Cat，警告他們大川被惡魔附身，但他們解雇了他。一天晚上，被惡魔附身的大川會見了一位李議員（王偉飾），李議員注意到大川最近的行為變化，並評論說大川可能會發瘋，所以惡魔操縱李議員讓他的腰帶幻覺變成蛇，導致他被碾壓並被車撞死。晚上，一場雷聲使惡魔暫時顯露了他的真面目，Mable看到了他，Mable在她家裡與他作弊時告訴陳百通，但陳百通推斷大川有恐嚇她的癖好。被惡魔附身的大川隨後到達，陳百通躲了起來，看到惡魔殺死Mable後嚇壞了。被惡魔附身的大川隨後找到了陳百通並將他追到外面並試圖殺死他，直到張十一及時出現擊中了惡魔的胸膛並阻止了他。當被惡魔附身的大川回家治療他的傷口時，天眞注意到了他，所以惡魔離開了大川的身體並附在了天眞身上。張十一和陳百通隨後到天眞的豪宅並講述了正在發生的事情，但無法證明這一點，因為大川不再被附身並被家人趕了出去。張十一和陳百通隨後意識到惡魔附身於天眞。
第二天早上，張十一和陳百通設法綁架了被惡魔附身的天眞，但惡魔設法使他們所在的汽車相撞，他們最終被送往醫院。在醫院裡，醫生告訴大川和天佑，天眞的腦電波異常強烈。夜裡，被惡魔附身的天眞殺死了負責看護她的護士和兩名審訊張十一的警察，然後襲擊了後者，在醫院造成了嚴重破壞。大川、天佑和Cat也來到醫院，查看天眞的情況。之後，張十一告訴學友、大川、天佑和陳百通唯一能驅魔的方法是用他留在車裡的靈柱和曼陀羅。由於張十一因非法進入香港而被拘留，他還告訴他們如何在需要幫助時召喚他的靈魂。天佑和Cat在車輛撞擊時發現車內的靈柱，而大川和陳百通返回豪宅發現曼陀羅，但惡魔離開了天眞的身體並再次附身大川，並將花瓶帶到了一個廢棄的地方大川已故父親曾經居住的豪宅。天佑、Cat和陳百通跟著他到那裡，被惡魔附身的大川襲擊了他們。在戰鬥中，他們能夠召喚張十一附身於Cat，但張十一在附身天佑之前無法在女性身上釋放他的全部力量。在戰鬥中，一名醫生和護士在醫院發現張十一的屍體沒有脈搏並準備解剖它，於是張十一回到他的身體阻止這一切發生，並留下天佑、Cat和陳百通去對抗惡魔。三人找到了曼陀羅，並在張十一回來製服惡魔之前擊退了惡魔。拿著靈柱的天佑不願意刺傷惡魔，因為這樣也會殺死被惡魔附身的父親，但最終還是這樣做了，惡魔終於被驅除，大川似乎也被消滅了。然而，大川從一棵樹上安全地掉下來，並不再被附身了。然後天眞給了大川一個昨天送來的昂貴花瓶，但他在經歷了所有的麻煩後把它扔掉了，天佑和Cat跳起來抓住這個無價之寶以免破碎。

## 演員表
| 演員   | 角色           |
| 鄭則仕 | 張十一         |
| 馮淬帆 | 祁大川 Stephen |
| 張學友 | 祁天佑         |
| 陳奕詩 | Cat            |
| 謝敏琪 | 祁天眞         |
| 陳百祥 | 陳百通         |
| 梁韻蕊 | Mable          |
| 文雋   | 張小寶         |
| 紅薇   |                |
| 惠天賜 |                |
| 鍾發   |                |
| 沈威   |                |
| 羅蘭   | 鄧議員         |
| 王偉   | 李議員         |
| 葉佳   |                |
| 江道海 |                |
| 梁心   |                |
| 羅樹琪 |                |
| 田啟文 |                |